# Berta Pereira
Berta Pereira Majó (Montevideo, 10 de junio de 1958) es una percusionista uruguaya, especializada en música afrouruguaya. Fundadora del grupo de danza, percusión y canto Berta Pereira y las Comadres.

## Biografía
Su familia estaba compuesta por sus padres, y sus tres hermanos mayores cuyos nombres son Raúl, Beatriz y Diego. Era una familia a la cual le interesaba mucho la música, prácticamente todos tocaban la guitarra, pero a su vez tenían gustos diferentes en cuanto a la música, por lo tanto ella desde chica recibió una gran influencia de su familia, que la estimuló a dedicarse al ámbito musical.
Además de dedicarse a la música estudió ballet, danza contemporánea, y un poco de artes marciales. Como era la época de la Dictadura cívico militar (1973-1985) y la Escuela de Bellas Artes había sido clausurada, tomó diversos cursos en el taller de Zina Fernández: cerámica, dibujo y pintura, batik, orfebrería. Más tarde estudió Cerámica en la UTU. También estudió inglés, francés y portugués.
Ha vivido en Francia ―donde participó de diferentes grupos musicales― y en Panamá ―donde se formó en teatro y fue música de sesión, compartiendo con muy diversos músicos, latinos, de bossa y jazz.
En Uruguay ha sido docente de teatro.
Realizó estudios de guitarra, teatro, clarinete y otros.
Se casó con el Pollo Píriz, con quien tuvo un hijo, llamado Lorenzo.

## Obras
En 1995 creó el grupo Berta Pereira y las Comadres, que se concentra en la música afrouruguaya y otros tipos de folclore uruguayo.
Este grupo está integrado por mujeres que buscan expresarse a través de la música, como el canto, persecución, y además, la danza.
En este mismo año, estrena su CD “Comerse una manzana” junto a las comadres, pollo Piriz, Fernando Goicochea y Lucrecia Basaldúa.
En 1996 lanzó el CD Comerse una manzana, junto a su esposo.
Ha participado de muchos espectáculos promocionando su CD en Uruguay como en otros países.
Años después, en el 1999, también con Piriz, estreno “La gran red del cielo”.
En el 2001, lleva a cabo su espectáculo “Bichos de luz”, en conjunto con Pollo Piriz y lo distribuye por distintas salas de Montevideo y del interior de Uruguay.
Berta ha participado como músico de sesión junto a muchos personajes, como Lobo Lagarde, Bardo Khan, Elbio Rodríguez, entre otros.
En 2001 participó en el elenco de la obra teatral infantil Circo polizón.
En 2002 dirigió dos espectáculos de danza y música: Basquade y Experiencia íntima.
En 2005 estrenó Don Sacrosanto y la Gloria, con la compañía Unomismo. Ese mismo año participó en la obra de teatro Ubú rey (escrita por Alfred Jarrý (1873-1907).
En julio del 2006 ―asociada a Pollo Piriz y a la Compañía de Unomismo― estrenó la obra En el cielo las estrellas.
En septiembre del mismo año estrenó con el mismo equipo de trabajo Comadres y repollo, ensamble criollo.
Participa hasta la actualidad en el taller SonSueño, de la docente Mariela Celentano (1957-2009).
En 2012 lanzó un CD junto a Cyro Rodríguez, inspirado en las vertientes nativas.
En abril de 2012 realizó una gira con el espectáculo Tamudando, con Luis Bravo.
Tiene como proyecto lanzar otro CD junto a Pollo Piriz, con el nombre de Gracias.